# Agnellus von Pisa
Agnellus von Pisa (* 1194 in Pisa; † 13. März 1232 (?) in Oxford) war ein  Franziskaner, der in der römisch-katholischen Kirche als Seliger verehrt wird. Sein Fest ist am 13. Mai.

## Leben
1217 sandte ihn der heilige Franziskus nach Frankreich. Dort wirkte er als Kustos von Paris. Um in England eine Ordensprovinz aufzubauen, ging er 1224 dorthin, wo er in Oxford und London neue Konvente errichtete. Mit Robert von Grosseteste gewann er einen bedeutenden Lehrer für das Haus der Studien in Oxford. Das Königshaus war ihm sehr gewogen. 

## Verehrung
Papst Leo XIII. sprach Br. Agnellus am 4. September 1892 selig. In der christlichen Ikonographie wird Br. Agnellus im Habit eines Franziskaners mit übergezogener Kapuze und Schriftstücken in den Händen dargestellt.